# 方宗鰲
方 宗鰲（ほう そうごう、1884年 – 没年不詳）は、中華民国の教育者・経済学者・官僚・政治家。別号は少峯。主に経済学者として活動する一方で、中華民国臨時政府と南京国民政府（汪兆銘政権）華北政務委員会で各職を歴任した。

## 事績
清末の1903年（光緒29年）に日本へ留学し、東京同文書院を卒業した。帰国後は故郷の普寧県で師範速成学校を創立している。1908年（光緒34年）に官費留学生として日本へ再び留学し、山口高等商業学校を卒業。1914年（民国3年・大正3年）に明治大学商科を卒業した。なお、来日中には進歩党東京支部政務部長をつとめており、雑誌『国家及国家学』に寄稿している。
帰国後は北京の各大学で教鞭をとり、北京中国大学教務長兼商学系主任、朝陽大学教授、北京大学法学院教授を歴任し、経済学の論文を各雑誌に都度都度寄稿している。
王克敏が中華民国臨時政府を樹立すると、方宗鰲は初めて政界入りし、議政委員会秘書長（議政委員会委員長：湯爾和）として抜擢された。1939年（民国28年）1月9日、 黎世蘅と入れ替わりで教育部次長（教育部総長（兼）：湯爾和）に改任される。
1940年（民国29年）3月30日、南京国民政府（汪兆銘政権）に臨時政府が合流して華北政務委員会に改組されると、教育部も教育総署に改組された。5月4日、方宗鰲は教育総署署長代理兼秘書主任に任命されている。11月8日、教育総署督弁・湯爾和が病没したため、翌9日から12月19日まで、方が署長代理在任のまま督弁事務を代行している。周作人が後任の督弁に就任した後の1941年（民国30年）7月1日、方は署長代理等を辞職し、政界から離れた。
翌月の8月1日、方宗鰲は新設された（正確には復活した）北京大学法学院の院長に就任している。1944年（民国33年）10月25日、新たに発足した中日文化協会華北総分会の理事に就任した。
1945年以降における方宗鰲の動向は不詳である。

## 注
1. 1 2 3  東亜問題調査会編(1941)、188頁。
2. 1 2  帝国秘密探偵社編(1943)、支那124頁。
3. 1 2  満蒙資料協会編(1940)、1846頁。
4. ↑  徐主編(2007)、229頁は「1885年（光緒11年）生まれ」としている。
5. ↑  徐主編(2007)、229頁は「没年不詳」としている。英語版・中国語版wikipediaでは「1950年没（英語版は2月19日）」としているが、根拠史料は不明。
6. ↑  明治大学編(1937)、卒業生年度別51頁。
7. ↑  方宗鰲「我進歩党の政見」『国家及国家学』1巻9号臨時増刊、1913年9月号、86-89頁。
8. ↑  臨時政府令、民国27年1月1日（『政府公報』第1号、民国27年1月18日、臨時政府行政委員会公報処、14頁）。
9. ↑  臨時政府令、令字第313号、民国28年1月6日（『政府公報』第52号、民国28年1月6日、臨時政府行政委員会情報処公報室、1頁）。
10. ↑  華北政務委員会の総署では、督弁と署長とで正副の関係となる。臨時政府の部における総長と次長にあたる。
11. ↑  華北政務委員会令、任字第35号、民国29年5月4日（『華北政務委員会公報』第1-6期、民国29年6月9日、本会p.12）。
12. ↑  公報上の任命は5月4日だが、華北政務委員会が成立した3月30日に事実上の重任となっていた可能性が高い。
13. ↑  華北政務委員会令、会字第103号、民国29年11月9日（『華北政務委員会公報』第31-36期、民国29年12月、本会2頁）。
14. ↑  華北政務委員会令、会字第313号戊、民国30年7月1日（『華北政務委員会公報』第81・82期合刊、民国30年7月29日、本会1頁）。
15. ↑  「北京大学法学院開講」『同盟旬報』5巻19号通号146号、昭和16年7月上旬号（7月20日発行）、同盟通信社、24頁。
16. ↑  「中日文化協会華北総分会発足」『揚子江』7巻11/12号通号73号、民国33年12月、揚子江社、41頁。